# Adrastus
Adrastus là một chi bọ cánh cứng trong họ 
Elateridae.
Chi này được miêu tả khoa học năm 1829 bởi Eschscholtz.

## Các loài
Các loài trong chi này gồm:
- Adrastus aequalis Vats & Chauhan, 1992
- Adrastus anatolicus Platia & Schimmel, 1991
- Adrastus axillaris Erichson, 1841
- Adrastus circassicus Reitter, 1896
- Adrastus dolini Wellschmied, 1978
- Adrastus fraterculus Gurjeva, 1976
- Adrastus gurjevae Penev, 1983
- Adrastus juditae Laibner, 1991
- Adrastus kryshtali Dolin, 1988
- Adrastus lacertosus Erichson, 1841
- Adrastus limbatus (Fabricius, 1777)
- Adrastus longicornis Gurjeva, 1976
- Adrastus maurus Gurjeva, 1976
- Adrastus melonii Platia & Gudenzi, 2000
- Adrastus miegi Graells, 1858
- Adrastus montanus (Scopoli, 1763)
- Adrastus montenegroensis Laibner, 1987
- Adrastus pallens (Fabricius, 1792)
- Adrastus protractus Roubal, 1924
- Adrastus rachifer (Geoffroy, 1785)
- Adrastus rougeatrus Vats & Chauhan, 1992
- Adrastus samedovi Dolin & Agaev, 1974
- Adrastus sbordonii Guglielmi & Platia, 1985
- Adrastus sekerae Reitter, 1910
- Adrastus temperei Leseigneur, 1974